# 사일런 (배틀스타 갈락티카)
사일런(Cylon)은 미국에서 SF 시리즈 및 영화로 만들어진 《배틀스타 갈락티카》에 등장하는 인공지능을 가진 로봇이다. 인간을 위협하는 존재로써 센츄리온과 인간형 사일런으로 나뉜다.
센츄리온이 인공지능(AI)를 가진, 즉 인간의 사고를 모방하는 로봇인 것과 달리, 인간형 사일런은 인간 그 자체를 모방한 인공 생명체이다. 인간과 구별이 불가능한 외형을 가지고 있고, 자유로운 사고가 가능하다. 차이점은 인간형 사일런이 12개의 모델만 존재한다는 점이다. 12개의 모델은 각 모델별로 수많은 개체가 존재한다. 또한 그들이 사망할 경우, 죽은 개체의 의식은 사일런의 시스템에 다운로드되어, 새로운 육체에 심어지는 부활이 가능하다. 인간형 사일런 중에는 자신이 사일런이라는 사실을 모르는 자들도 있으며, 동료들에 의해 영원히 파기당하는 모델도 존재한다

## 오리지널 시리즈의 사일런
1978년의 사일런은 외계 파충류 종족에 의해 탄생했다고 전해진다.

## 리메이크 시리즈의 사일런
리메이크 시리즈에 등장하는 사일런은 새로운 센츄리온 모델과 인간형 사일런으로, 1978년 오리지널 시리즈에 등장했던 센츄리온 모델은 초기형 모델로 등장한다. 시즌 초반부에 박물관에 전시되었던 모습과 시즌 후반부 배틀스타 갈락티카 함선과 사일런 베이스스타 내 전투에서 새로운 센츄리온 모델과 함께 인간처럼 총을 들고 등장한다. 리메이크 시리즈의 스핀오프인 《카프리카》에서 사일런이 그레이스톤 인더스트리를 통해 제작되는 과정이 그려지며 극 마지막 회에서 인간형 사일런의 개발까지 성공한것을 끝으로 끝난다.
《닥터 후》에 등장하는 사이버맨, 달렉과 더불어 SF 시리즈에서 인간의 적으로 묘사된 유명한 캐릭터 중 하나이다.